# Массак (Од)
Масса́к (фр. Massac) — коммуна во Франции, находится в регионе Лангедок — Руссильон. Департамент коммуны — Од. Входит в состав кантона Мутуме. Округ коммуны — Каркасон.
Код INSEE коммуны — 11224.

## Население
Население коммуны на 2008 год составляло 28 человек.
| 1962 | 1968 | 1975 | 1982 | 1990 | 1999 | 2008 |
| ---- | ---- | ---- | ---- | ---- | ---- | ---- |
| 12   | 36   | 27   | 32   | 22   | 20   | 28   |

## Экономика
В 2007 году среди 15 человек в трудоспособном возрасте (15—64 лет) 11 были экономически активными, 4 — неактивными (показатель активности — 73,3 %, в 1999 году было 44,4 %). Из 11 активных работали 6 человек (3 мужчин и 3 женщины), безработных было 5 (2 мужчин и 3 женщины). Среди 4 неактивных 2 человека были пенсионерами, 2 были неактивными по другим причинам.